# 카를 비테

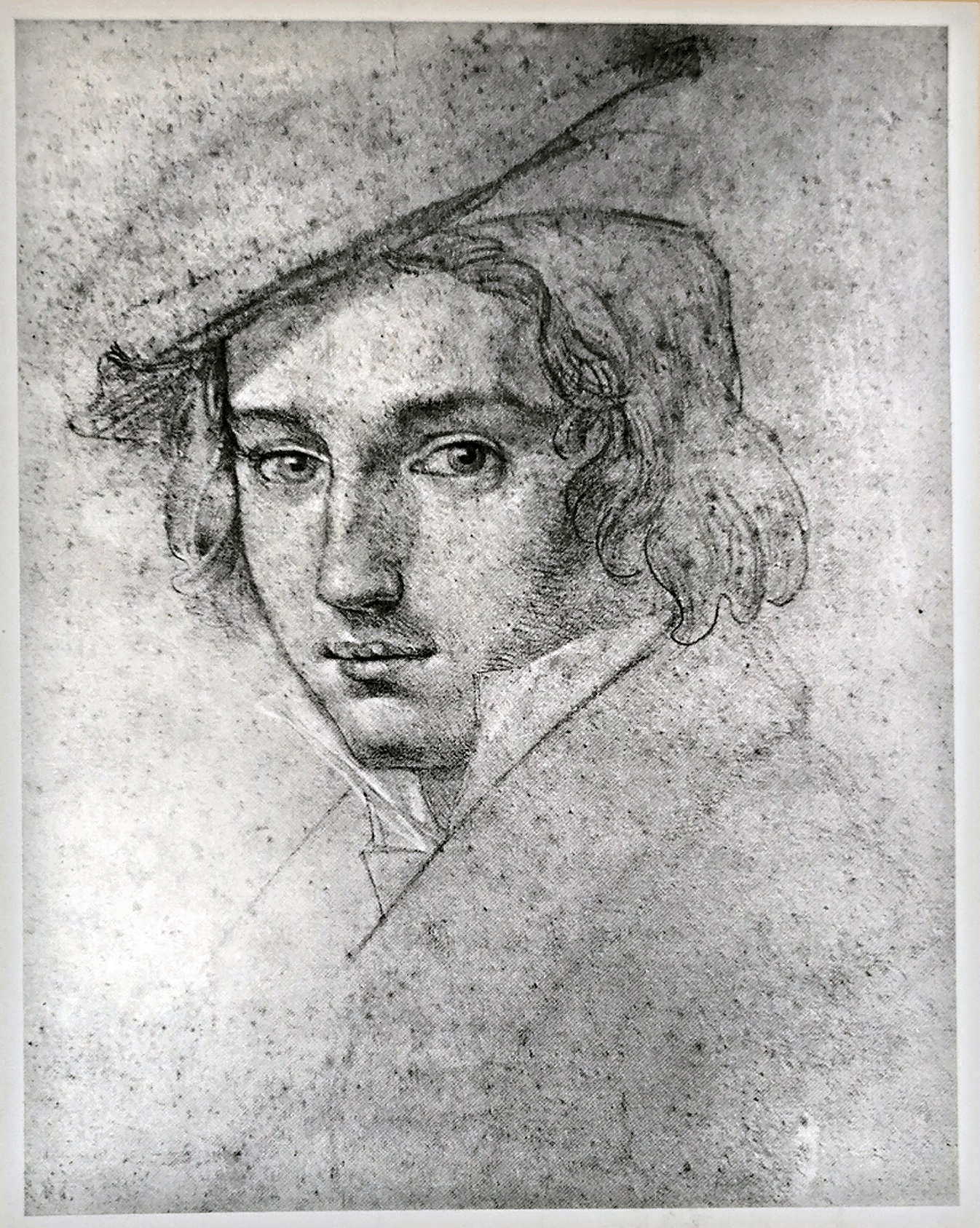

요한 하인리히 프리드리히 카를 비테(독일어: Johann Heinrich Friedrich Karl Witte, 1800년 7월 1일 로하우 ~ 1883년 3월 6일 할레)는 독일의 법학자이자 학자이다.
1814년 4월 13일, 13세의 나이로 독일의 기센 대학에서 철학 박사 학위를 받았다. 그러나 기네스북에는 12세로 기록되어 가장 어린 박사 학위 소지자로 기록되었고 현재까지 기록이 유지되고 있다.
그의 목사였던 아버지는 아이 교육에 대한 책을 썼다.